# ليف كارلسن
ليف كارلسن (بالدنماركية: Leif Carlsen)‏ هو لاعب كرة قدم دنماركي، ولد في 4 ديسمبر 1943، وتوفي في 14 سبتمبر 2018. لعب مع نادي لاندسكرونا ‏.